# 2317 Galya
2317 Galya è un asteroide della fascia principale. Scoperto nel 1960, presenta un'orbita caratterizzata da un semiasse maggiore pari a 2,5243481 UA e da un'eccentricità di 0,1651632, inclinata di 4,16871° rispetto all'eclittica.